# دنیل لحود
دنیل لحود (عربی: دانيال لحود مارتينيز؛ زادهٔ ۲۲ ژانویهٔ ۱۹۹۹) بازیکن فوتبال اهل مکزیک-لبنان است.
از باشگاه‌هایی که در آن بازی کرده‌است می‌توان به باشگاه فوتبال مونتری اشاره کرد.
وی همچنین در تیم ملی فوتبال لبنان بازی کرده‌است.